# Montclair (New Jersey)
Montclair is een plaats (census-designated place) in de Amerikaanse staat New Jersey, en valt bestuurlijk gezien onder Essex County.
De plaats kan bogen op een universiteit, Montclair State University, de tweede naar grootte onder de openbare universiteiten van de staat New Jersey.

## Demografie
Bij de volkstelling in 2000 werd het aantal inwoners vastgesteld op 38.977.

## Geografie
Volgens het United States Census Bureau beslaat de plaats een oppervlakte van
16,3 km², waarvan 16,3 km² land en 0,0 km² water.

### Plaatsen in de nabije omgeving
De onderstaande figuur toont nabijgelegen plaatsen in een straal van 8 km rond Montclair.

## Geboren in Montclair
- Sterling Hayden (1916-1986), acteur
- Joshua Lederberg (1925-2008), moleculair bioloog en Nobelprijswinnaar (1958)
- Elaine Stewart (1929-2011), actrice en model
- Jacqueline Brookes (1930), actrice
- Michael Spence (1943), econoom en Nobelprijswinnaar (2001)
- Richard Burgi (1958), acteur
- Bob Bradley (1958), voetbalcoach
- Peter Greene (1965), acteur
- Kristen Connolly (1980), actrice
- Chris D'Elia (1980), acteur, filmproducent, scenarioschrijver en komiek

## Stedenbanden
Montclair heeft stedenbanden met:
- Barnet (Verenigd Koninkrijk)
- Cherepovets (Rusland)
- Graz (Oostenrijk), sinds 1950
- Laguna de Perlas (Nicaragua)